# Storia del Marocco
Il Marocco è un paese arabo-berbero nel nord-ovest dell'Africa il cui nome deriva dall'arabo Magreb (مغرب) che significa occidente. Abitato fin dalla preistoria dai Berberi, il paese conobbe la colonizzazione di vari popoli come Fenici, Cartaginesi, Romani, Vandali, Bizantini, Arabi, Francesi e Spagnoli.
Nel 788, salì al potere per la prima volta una dinastia araba nel paese, quella degli Idrisidi, che regnò fino al 984 e che diffuse l'islam tra le popolazioni berbere.

## Preistoria
Nuove datazioni del 2017 su ritrovamenti rinvenuti nel 1961 nel sito archeologico di Jebel Irhoud, sposterebbero l'origine dell'Homo sapiens a circa 300 000 anni fa qui in Marocco. 
La cultura capsiana è stata attiva  in Marocco nel Neolitico (8000 a.C. circa), nel momento in cui il Nordafrica era meno arido di quanto non lo sia oggi. La lingua berbera si è probabilmente formata più o meno nello stesso periodo, così come l'agricoltura che è stata sviluppata dalle popolazioni indigene e dagli immigrati che giunsero successivamente in queste terre.

## Storia antica

### La Mauretania

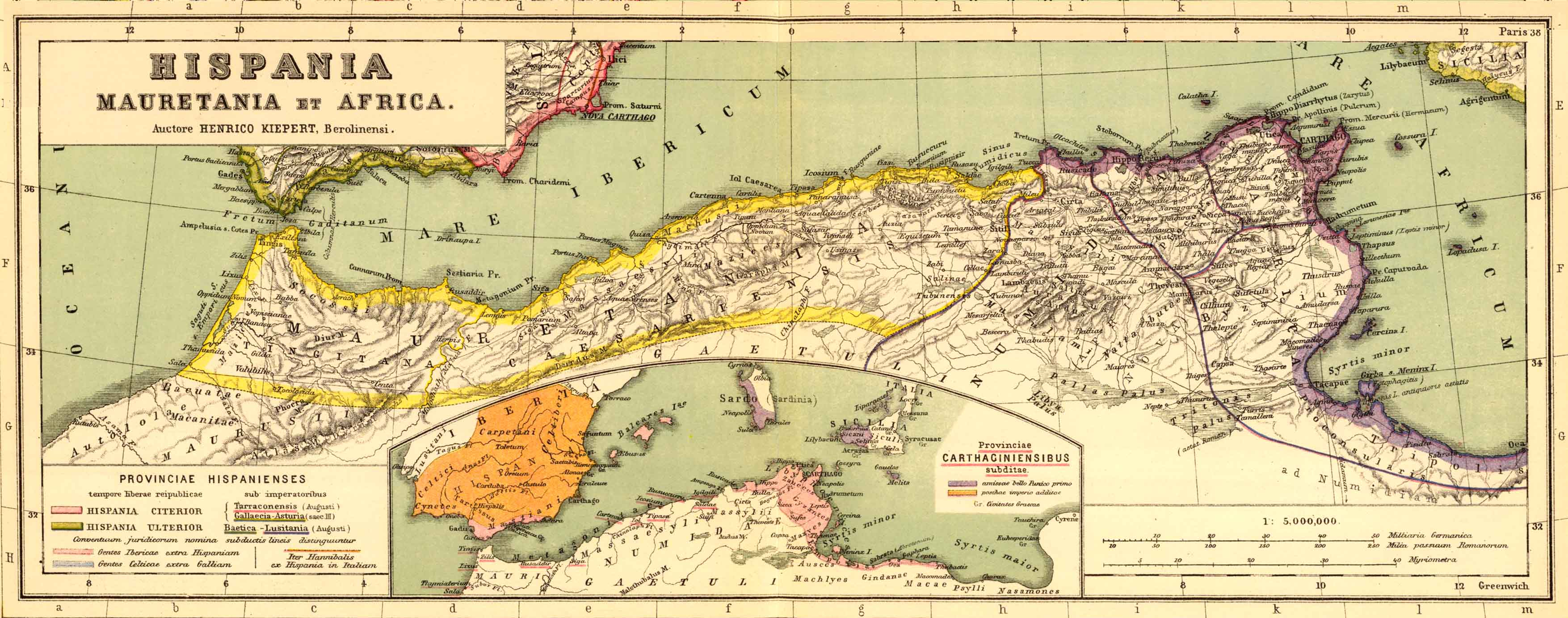
Una cartina delle province africane dell'Impero romano: Mauretania, Numidia e Africa.

Antica regione dell'Africa Settentrionale, oggi divisa tra il Marocco e l'Algeria, abitata dai Mauri. Regno indipendente dal IV secolo a.C., subì l'influenza di Cartagine. Fu assoggettata dai Romani in seguito all'uccisione dell'ultimo re Tolomeo (40 d.C.) e divenne, nel 42 a.C., la provincia della Mauretania Tingitana. Nel 429 d.C., dalla penisola iberica, giunsero in questa regione i Vandali, che quasi un secolo dopo, nel 533 furono sconfitti dai Bizantini, guidati da Belisario.

## Dinastie islamiche
Nel 682, circa 50 anni dopo la morte del Profeta dell'Islam, Maometto, il Marocco viene conquistato dalle truppe di ʿUqba b. Nāfiʿ.

### La dinastia degli Idrisidi

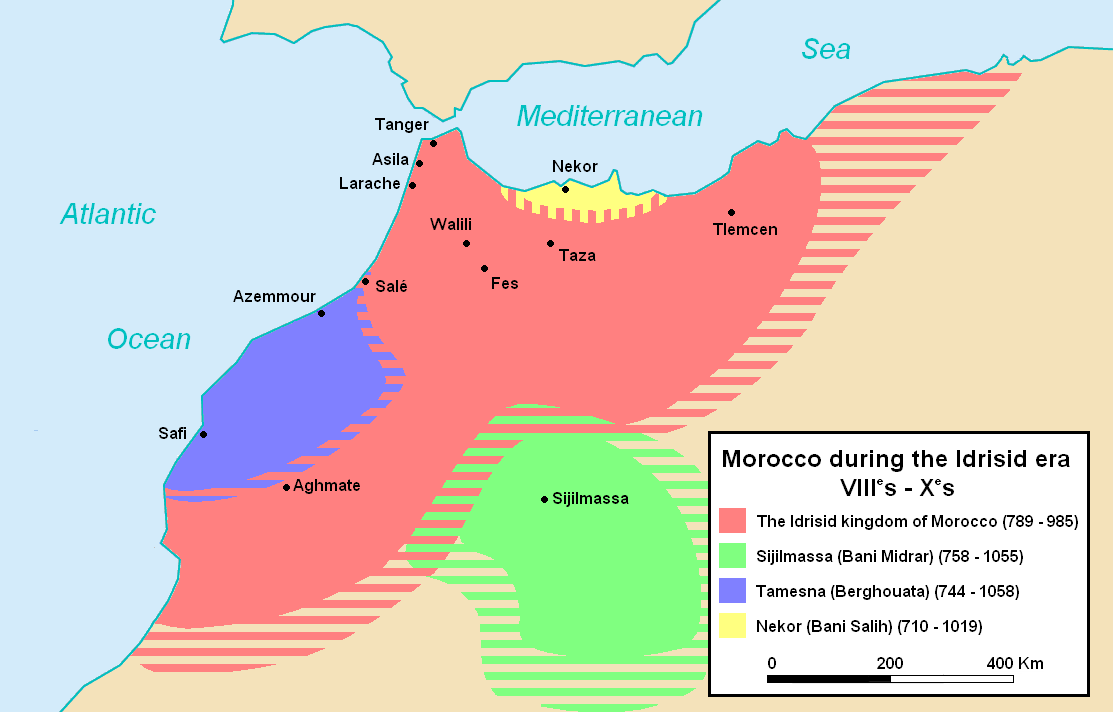
L'espansione degli Idrisidi

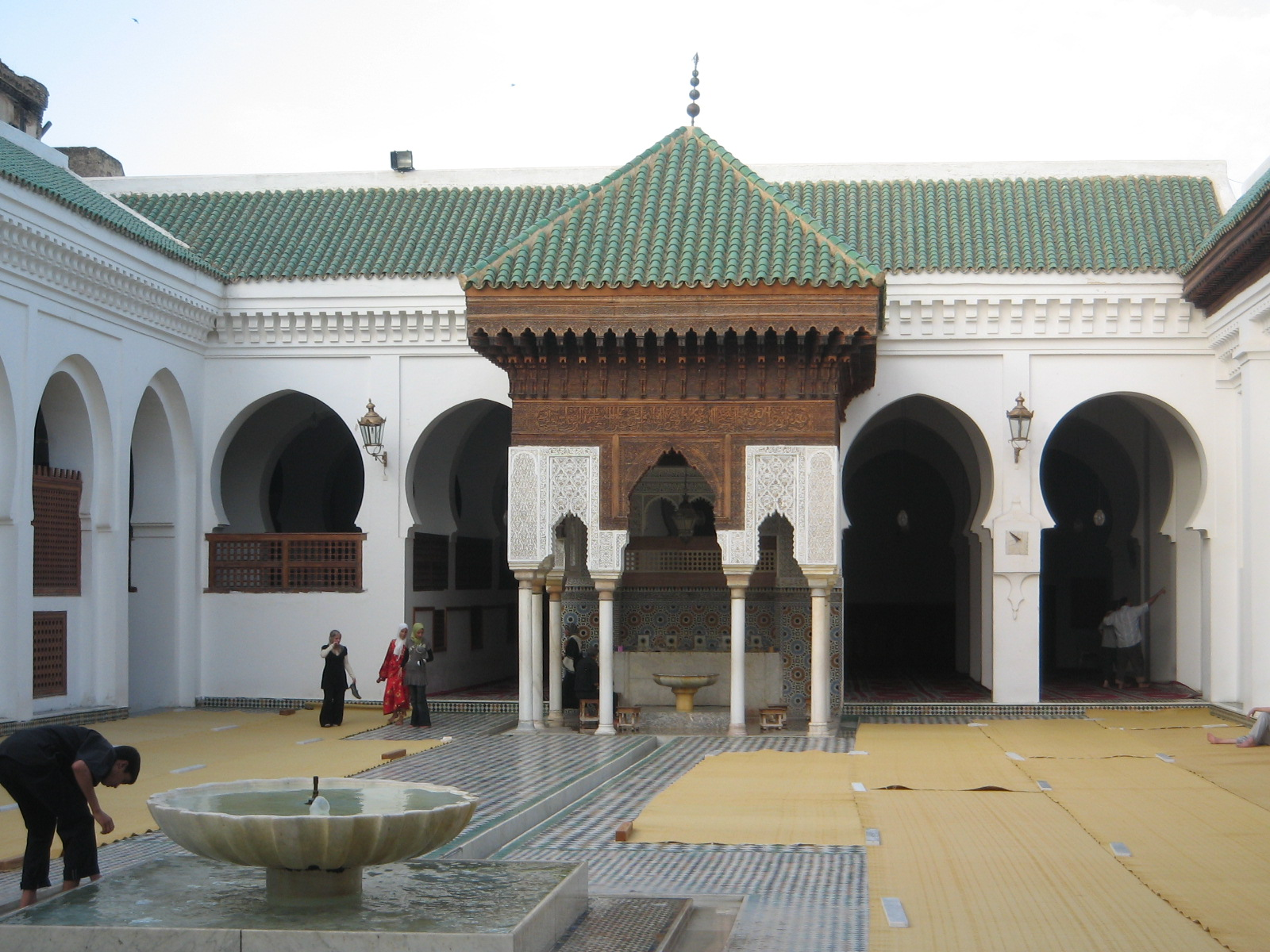
Cortile centrale dell'Università al-Qarawiyyin di Fès, la più antica università del mondo, di epoca idriside

Circa un secolo dopo, nel 788, sale al potere per la prima volta una dinastia araba, quella degli Idrisidi (fondata proprio in Maghreb dal sunnita Idris I), che regnò fino al 984, che diffusero l'islam tra le popolazioni berbere. Sotto questa dinastia, venne fondata Fès, che divenne un importante centro culturale, religioso e commerciale.

### Il califfato omayyade di al-Andalus
L'ultimo sultano Idriside, disconobbe gli Omayyadi di al-Andalus in favore dei Fatimidi, fu fatto deporre e giustiziare nel 985 dal califfo di Cordova.

### La dinastia degli Almoravidi

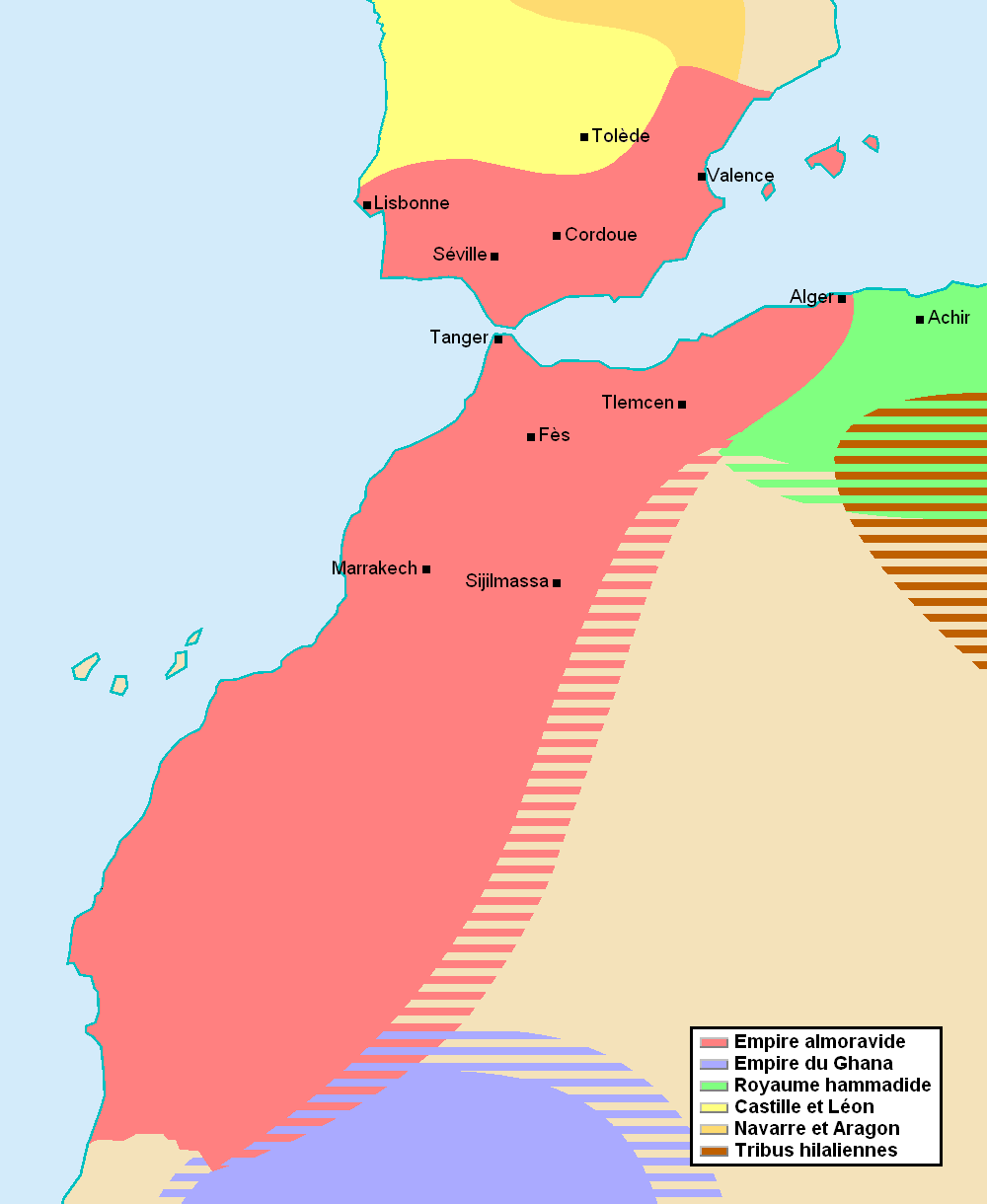
L'espansione massima dell'impero degli Almoravidi

Originario del Marocco e nell'XI secolo, un capo dei Lamtūna («uomini velati», antecedenti dei Tuareg), rilevando la mancanza di una buona conoscenza dell'Islam da parte dei suoi uomini, si rivolse al religioso ʿAbd Allāh Ibn Yāsīn, di scuola giuridica (madhhab) malikita e puritano. Da principio il suo insegnamento non ebbe successo. Si decise quindi a fondare un ribāṭ (convento fortificato, da qui il nome di al-Murābiṭūn, «quelli del ribāṭ»), nell'isola di Tidra in Mauritania. Predicava innanzi tutto l'obbedienza alla lettera (ovvero alla lingua) e ai precetti del Corano e l'importanza della disciplina. Trovò rapidamente successo, fondò un esercito di neo-convertiti e attaccò l'impero del Ghana nel 1076.
Yūsuf Ibn Tāshfīn succedette in seguito a Ibn Yāsīn, morto in combattimento, ed è considerato il primo sovrano almoravide. Fondò Marrakesh nel 1060, e Tlemcen nel 1080. Tra il 1063 e il 1082, lavorò per unificare il Marocco e l'Algeria occidentale. Nel 1086, venne invitato dai principi arabi di al-Andalus, i cosiddetti "re delle Taifa", ad aiutarli contro Alfonso VI di Castiglia. Sbarcato il 30 giugno, Ibn Tāshfīn venne raggiunto dai re di Siviglia, Granada, Malaga e Badajoz, e il 23 ottobre inflisse una severa sconfitta a Alfonso VI a Sagrajas (Zallāqa per gli Arabi), non lontano da Badajoz. Rientrò in seguito in Maghreb per sistemare i suoi affari, prima di essere richiamato nel 1089.
Vedendo che i signori arabi complottavano l'uno contro l'altro e anche contro di lui, appoggiandosi alle autorità religiose locali si rese padrone di tutta al-Andalus tra il 1090 e il 1094. Si rivolse verso il regno di Valencia, ma si dovette scontrare col Cid, che nel frattempo era diventato signore della città e la difese strenuamente, non permettendo a Yūsuf di conquistarla e proseguire quindi verso la contea di Barcellona e il regno d'Aragona.
Allora si rivolse contro il regno di Castiglia e, nel 1097, le truppe castigliane contrattaccarono gli Almoravidi nella zona di Toledo e riuscirono ad occupare il castello di Consuegra, che tennero per otto giorni, ma nella battaglia che avvenne il 15 agosto del 1097, le truppe di Yūsuf b. Tāshfīn ebbero la meglio su quelle di Alfonso VI. Durante l'attacco morì l'unico figlio maschio del Cid, Diego Rodríguez, che aveva lasciato Valencia per unirsi alle truppe castigliane.
Yūsuf ibn Tāshfīn, soddisfatto di aver vinto anche questa seconda battaglia campale (dopo al-Zallaqa), dieci mesi dopo, ossia nel giugno del 1098, tornò definitivamente a Marrakesh, in Marocco, lasciando che la guerra nella Penisola iberica fosse continuata dal figlio ʿAlī ibn Yūsuf.
Nonostante il suo relativo insuccesso nei confronti dei cristiani ai comandi del Cid, fu questo l'apogeo raggiunto dagli Almoravidi. Ibn Tāshfīn morì nel 1106, all'improbabile età, secondo la tradizione, di 100 anni. Gli succedette ʿAlī b. Yūsuf b. Tāshfīn. Egli ingrandì e consolidò l'impero almoravide, ma si scontrò con la resistenza dei principi cristiani e con l'agitazione dei berberi Almohadi, ostili alla dottrina giuridica malikita, che predicavano la guerra santa contro gli Almoravidi.
Nel 1142, quando morì, l'agitazione almohade era al suo culmine. Nel 1145, il suo successore, Tāshfīn ibn ʿAlī si uccise cadendo in un precipizio mentre fuggiva dopo una sconfitta nei pressi di Orano. Vi furono in seguito ancora due sultani almoravidi, ma si trattava solo di governanti-fantoccio. Con la conquista di Marrakesh del 1147 suonò l'ora della fine della dominazione almoravide in Africa. Gli Almoravidi, conosciuti in seguito con il nome di Banu Ghaniya si spostarono successivamente alle Baleari e in Tunisia. Una curiosità è che il cognome Murabit e le sue derivazioni Mourabit, Morabito e Murabito sono particolarmente diffusi in Marocco, Tunisia, Mauritania, Sicilia orientale e Calabria meridionale, anche se esso trae origine non già dagli Almoravidi ma dai religiosi che si dedicavano alla difesa dei confini musulmani nelle strutture-caserme chiamate Ribāṭ, che davano a ogni loro attivo occupante il nome di Murābiṭ.

### La dinastia degli Almohadi

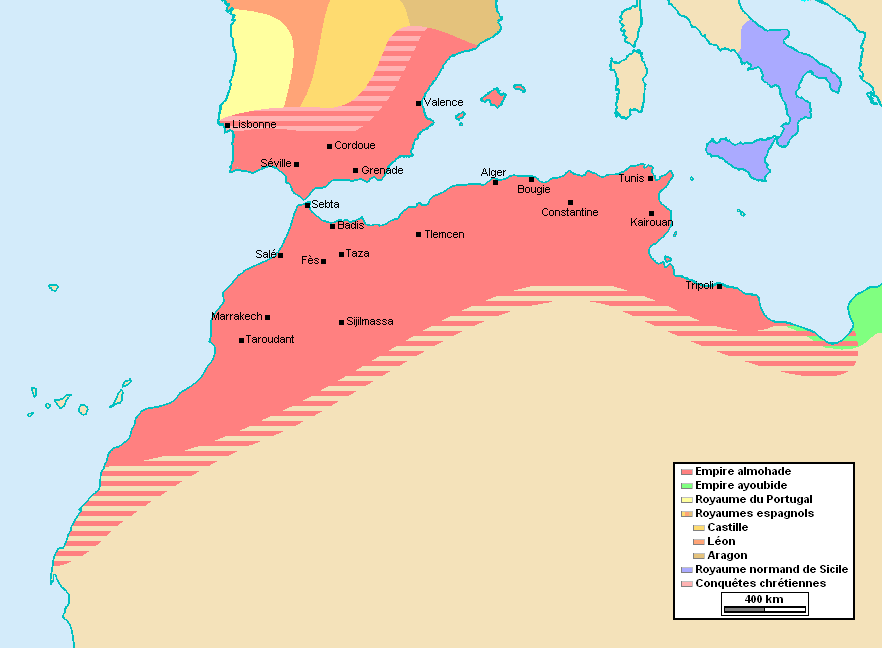
L'espansione massima dell'impero degli Almohadi

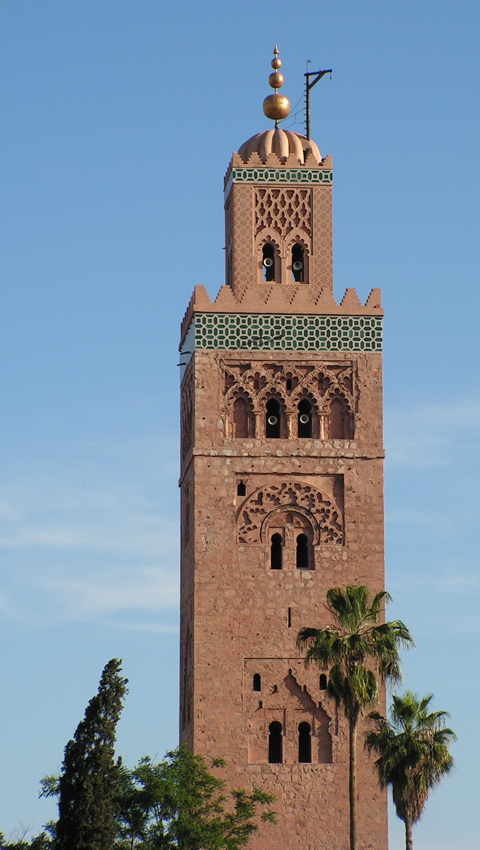
Il minareto della Koutoubia (Kutubiyya) di Marrakesh, uno dei capolavori dell'arte almohade

Agli Almoravidi fece seguito un'altra dinastia di regnanti berberi, gli Almohadi, che regnò fino al 1269, riuscendo a controllare un grande territorio, che oltre al Marocco, comprendeva l'Algeria, la Tunisia, la Libia e alcune regioni della Spagna e del Portogallo.
Muhammad ibn Tūmart, originario della tribù berbera dei Maṣmūda nella regione del Sous (berbero Sus; arabo Sūs), nell'Anti Atlante, era figlio di un addetto all'accensione delle lampade di una moschea e noto per la sua religiosità e per la sua deformità fisica. Influenzato dallo sciismo, si oppose alla scuola giuridica (madhhab) malikita imposta dalla dinastia regnante, gli Almoravidi. Dopo essere stato cacciato per aver suscitato disordini, si rifugiò nell'Alto Atlante, a Tinmal dove organizzò una comunità militare e religiosa (il Consiglio dei Dieci e il Consiglio dei Cinquanta) in nome di un Islam rigido e austero, e nel 1121 si proclamò Mahdi (il "ben guidato" che tornerà alla fine del mondo).
È assai probabile che la sua influenza non sarebbe sopravvissuta alla sua persona se non avesse trovato come luogotenente ʿAbd al-Muʾmin, un altro Berbero del Maghreb che fu indubbiamente un guerriero e un politico di prim'ordine. Quando Ibn Tūmart morì, nel 1128, ʿAbd al-Muʾmin tenne segreta per due anni la sua scomparsa, fino a che non si fu affermata la sua personale autorità. Sotto il suo comando furono conquistate, una dopo l'altra, Tlemcen, Fès e infine Marrakesh, la cui caduta segnò la fine totale della dinastia almoravide, nel 1147. A poco a poco ʿAbd al-Muʾmin estese la sua autorità, costruendo un impero che comprendeva l'insieme del Maghreb e il Bilād al-Andalus occidentale (presa di Cordova nel 1148 e di Granada nel 1154).
Si proclamò califfo e Comandante dei credenti, disconoscendo così la sovranità degli Abbasidi, e impose il principio di ereditarietà dinastica. Suo figlio, Abu Ya'qub Yusuf I (1163–1184), poté così succedergli alla sua morte nel 1163. Quest'ultimo, e suo figlio Abū Yūsuf Yaʿqūb al-Manṣūr, «il Reso vittorioso [da Dio]» (1184–1199), terzo califfo della dinastia, continuarono la sua opera ed estesero la loro autorità su tutta la Spagna islamica, infliggendo nel 1195 una sconfitta ad Alfonso VIII di Castiglia nella battaglia di Alarcos. In Africa riuscirono a cacciare le guarnigioni collocate nelle città costiere dai re normanni di Sicilia.

### La dinastia dei Merinidi

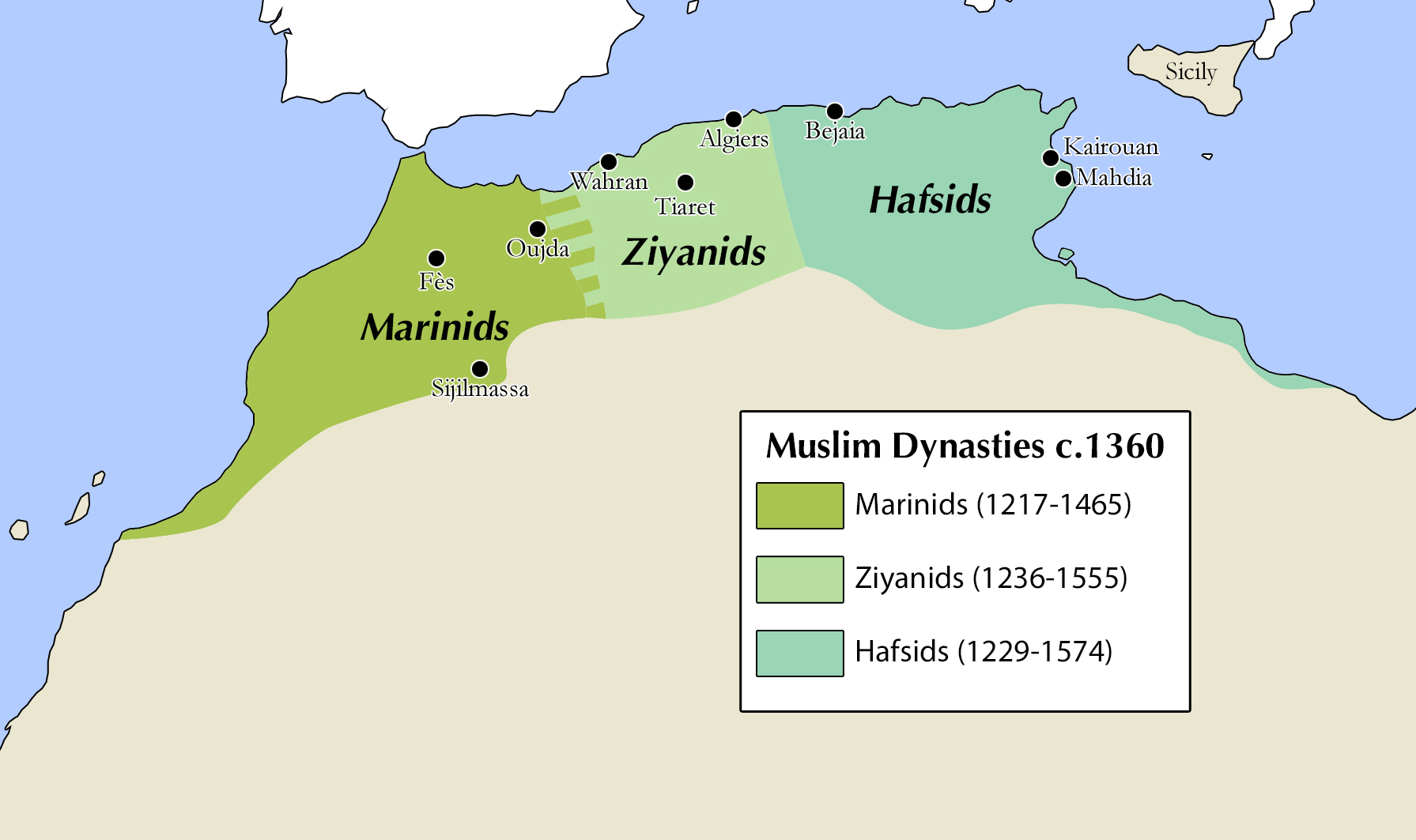
L'espansione dei Merinidi

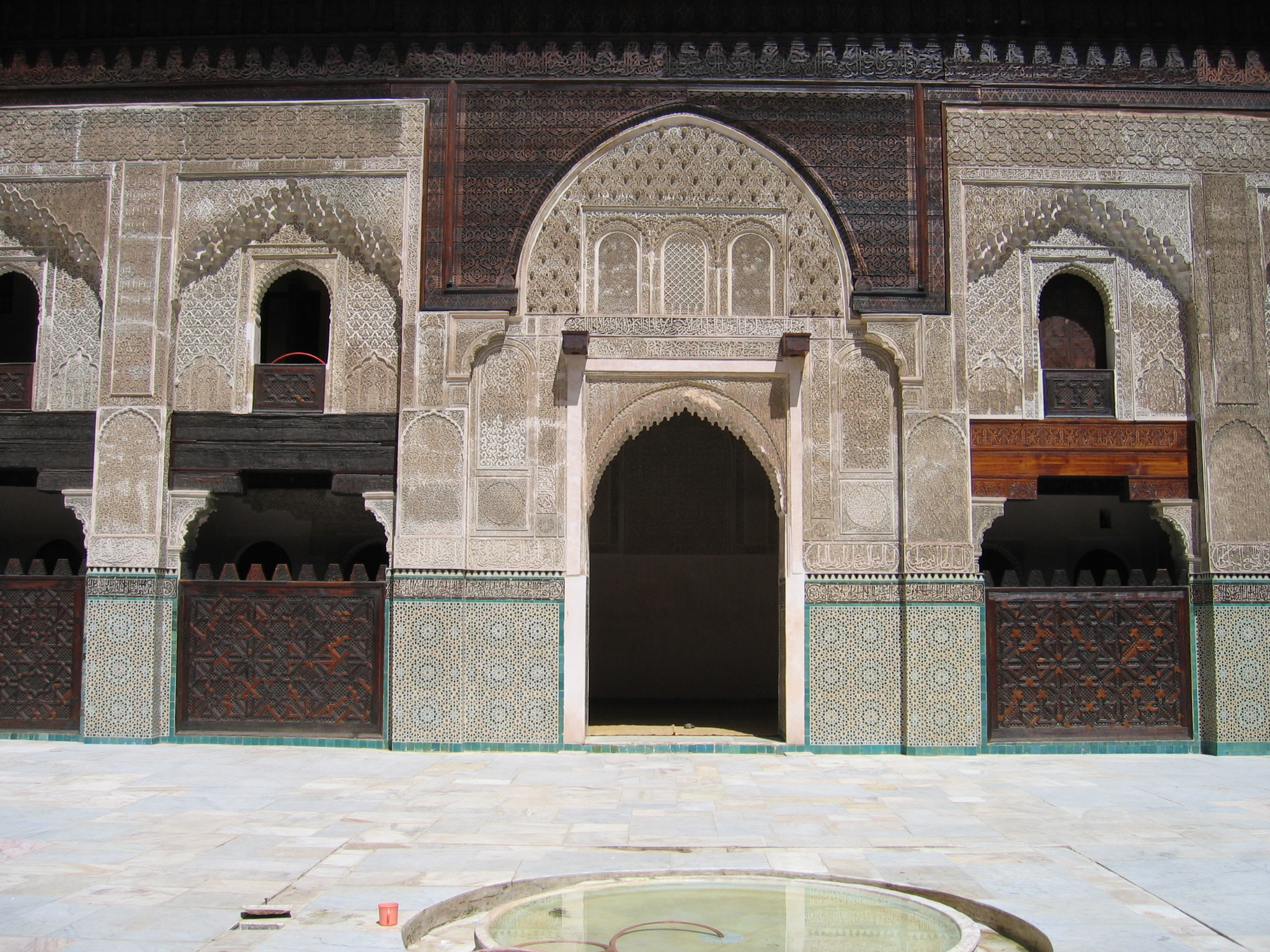
La madrasa Abū ʿInāniyya di Fès, fatta costruire dal sultano merinide Abū ʿInān Fāris

Originariamente erano nomadi che vivevano nel nord del Sahara. La desertificazione progressiva della regione e l'avanzata degli Hafsidi dell'Ifriqiya (che a partire dal 1229 sostituirono gli Almohadi in Tunisia, Algeria e nord ovest della Tripolitania) li spinsero verso la parte più occidentale del Maghreb. Dopo che, nel 1212, gli Almohadi nella Penisola iberica, furono sconfitti dall'unione degli eserciti castigliani, aragonesi-catalani, navarresi e portoghesi (non parteciparono alla battaglia solo le truppe del León), nella battaglia di Las Navas de Tolosa, dal 1215, i Merinidi iniziarono a combattere i loro correligionari per sostituirsi ad essi nel governo della parte occidentale del Maghreb, riuscendo nell'impresa in una quarantina d'anni. Il loro nuovo dominio si estendeva dal Mar Mediterraneo ai monti del Rif e dell'Atlante, all'Oceano Atlantico, con le città di Taza e Fès in posizione centrale. Nel 1269, posero fine alla dinastia almohade, con la presa di Marrakesh, ultimo loro baluardo.
Dal 1275, i Merinidi parteciparono attivamente alle lotte dei Nasridi del Sultanato di Granada contro gli attacchi dei regni cristiani della penisola iberica. Nel XIV secolo tentarono anzi di estendere il loro dominio sulla penisola, riuscendo a riconquistare Gibilterra e una parte dell'Andalusia (1333), ma furono fermati all'assedio di Tarifa e con la sconfitta subita, assieme al loro alleato, il Sultano di Granada, Yūsuf I, al rio Salado (detta anche Battaglia di Tarifa), nel 1340, ad opera di truppe castigliane e portoghesi, dovettero abbandonare definitivamente la Penisola iberica.
Nel 1358, alla morte del re merinide, Abū ʿInān Fāris, ucciso da uno dei suoi visir, iniziò la decadenza della dinastia: fatto che permise ai regni cristiani della penisola iberica di portare la guerra sul loro dominio, permettendo loro di installarsi in alcune località della costa. Contemporaneamente i loro visir accrescevano sempre più i loro poteri sino a che una famiglia di visir (i Banū Wattāṣ, o Wattasidi) esautorò definitivamente i Merinidi, sostituendosi a loro nell'esercizio del governo ed assumendo i pieni poteri sulle regioni dell'attuale Marocco.

### La dinastia dei Wattasidi

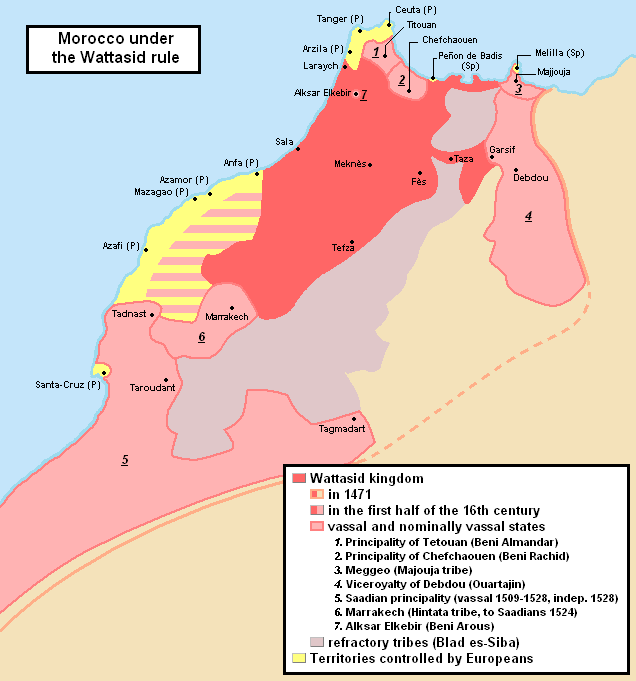
L'espansione dei Wattasidi

I Wattasidi, succeduti ai Merinidi, non riuscirono a contrastare l'avanzata nel continente africano degli europei, tanto che nel 1497 Melilla cadde in mano spagnola.

### La dinastia dei Saʿdiani

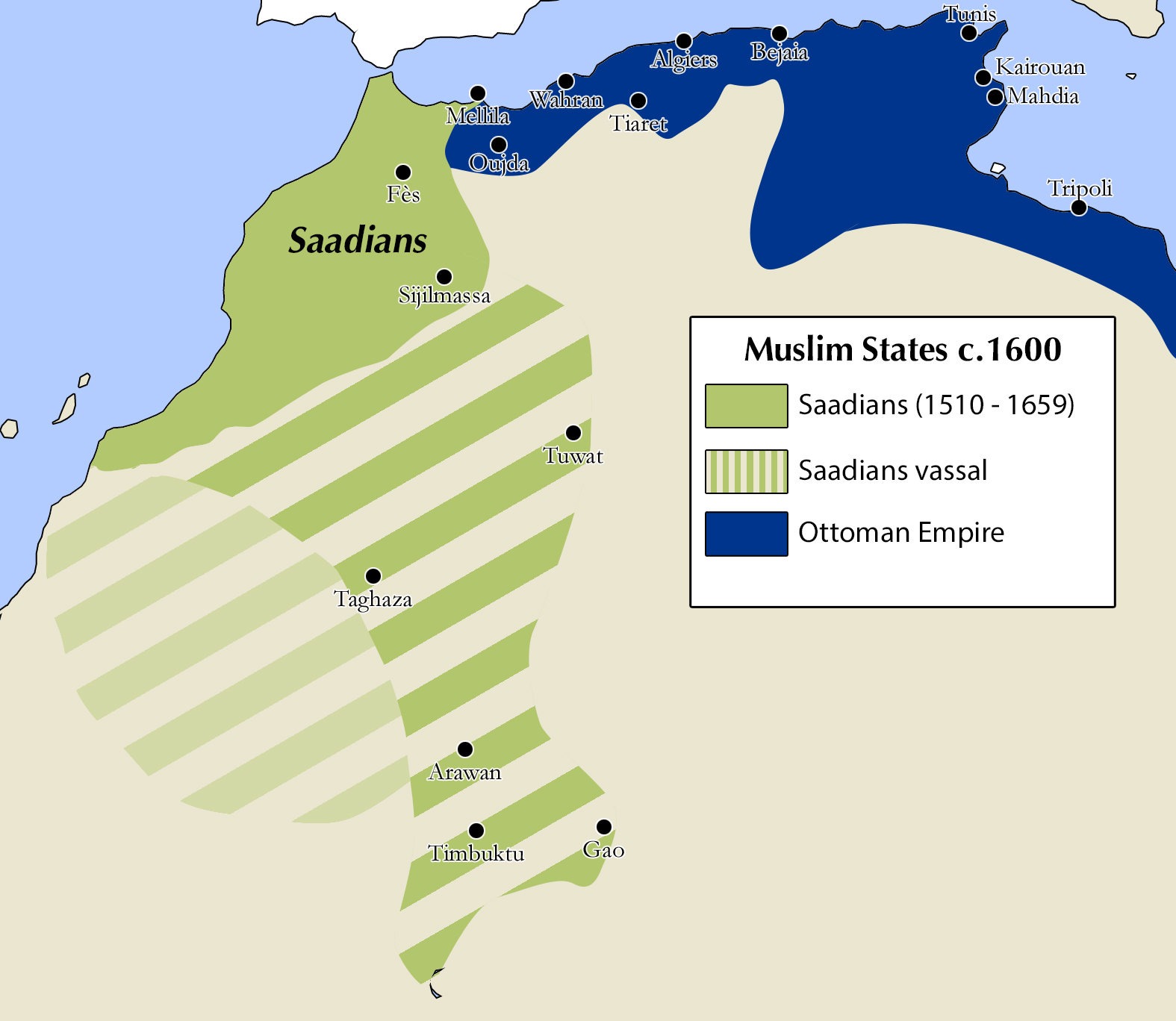
L'espansione massima dell'impero dei Saʿdiani

Dove fallirono i Wattasidi, riuscirono invece i rappresentanti della dinastia dei Saʿdiani, che nel 1541 sconfissero i Portoghesi ad Agadir, fermandone l'espansione in Marocco, e pochi anni più tardi, nel 1554, succedettero definitivamente ai Wattasidi, aiutati anche dal fatto di poter vantare una discendenza diretta dal Profeta. Risale alla battaglia di al-Manṣūr 1578 la definitiva sconfitta dei Portoghesi in terra africana. A questi successi militari fece seguito un periodo di pace e stabilità sociale che favorì un importante sviluppo delle arti e delle scienze.

### La dinastia degli Alawidi

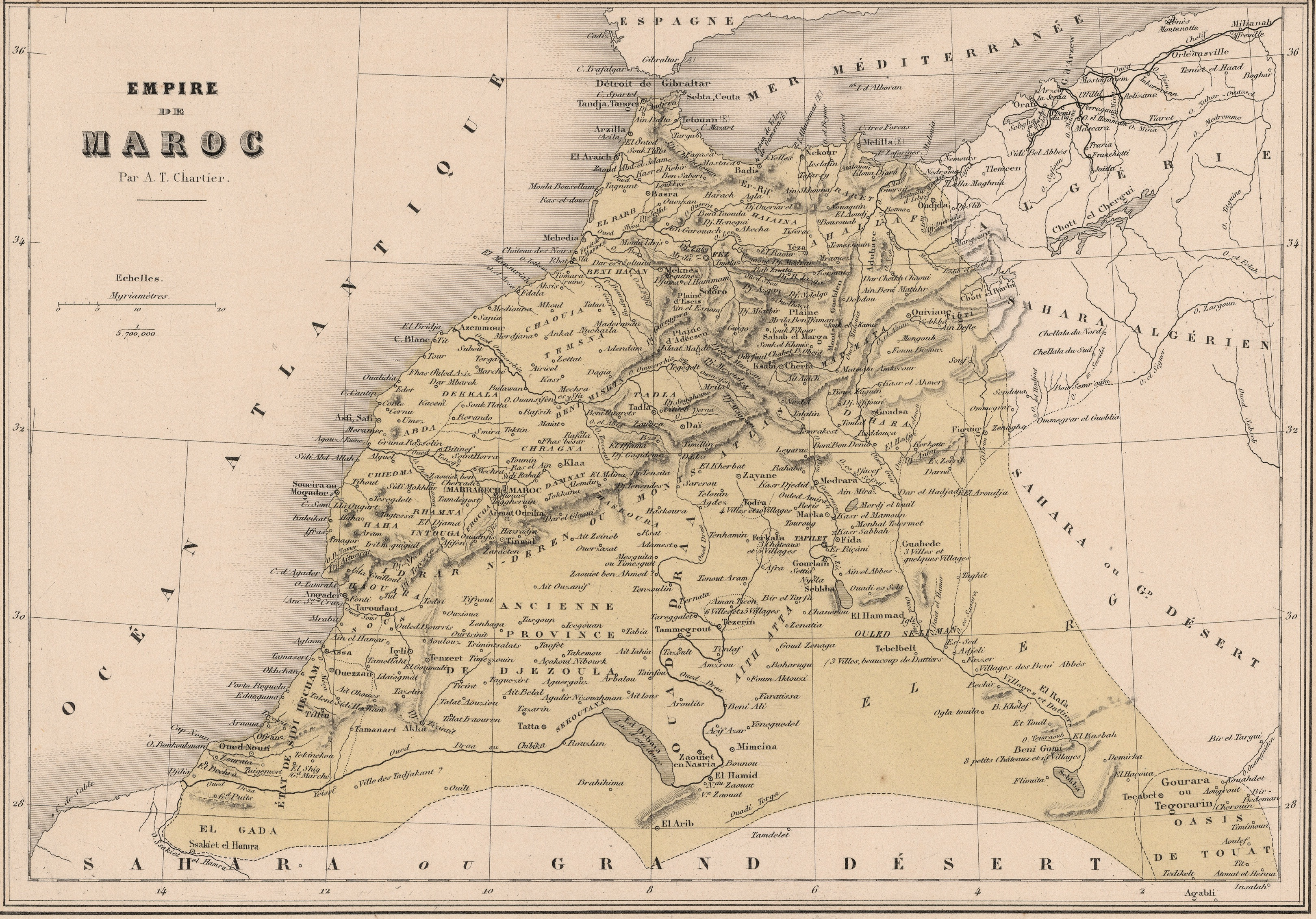
Il Marocco nel XIX secolo sotto gli Alawidi

Intorno al 1660 sale al potere la dinastia alawide (così chiamati per non confonderli con l'eterodossia islamica degli Alawiti o con la dinastia alawita istituita da Mehmet Ali in Egitto), che ancor oggi regna in Marocco.
Anch'essa vanta una discendenza dal Profeta, attraverso la figlia Fāṭima e il cugino ʿAlī, suo consorte; tuttavia, sono sunniti e non sciiti. Tale ascendenza sceriffiana, riconosciuta in Marocco con il titolo di Mulay o, alla francese, Moulay, ha fornito loro la legittimità per sopravvivere al colonialismo fino all'indipendenza.
A questa dinastia appartiene Mulay Ismāʿīl b. Sharīf, che regnò dal 1672 al 1727 e combatté efficacemente gli europei, a cui strappò diversi porti africani, e gli Ottomani. Alla sua morte però la potenza del sultanato fu minata per 18 anni da numerose faide intestine, tanto che il controllo del sultano si ridusse ad appena un terzo del territorio originariamente controllato.

## Il colonialismo

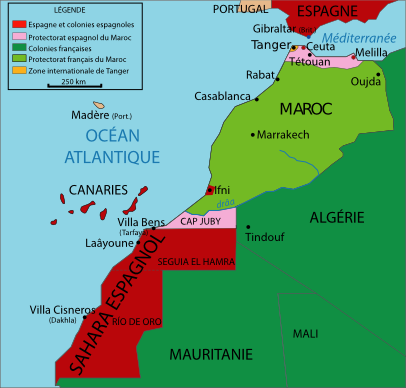
Il Marocco sotto protettorati francese e spagnolo (1912-1956)

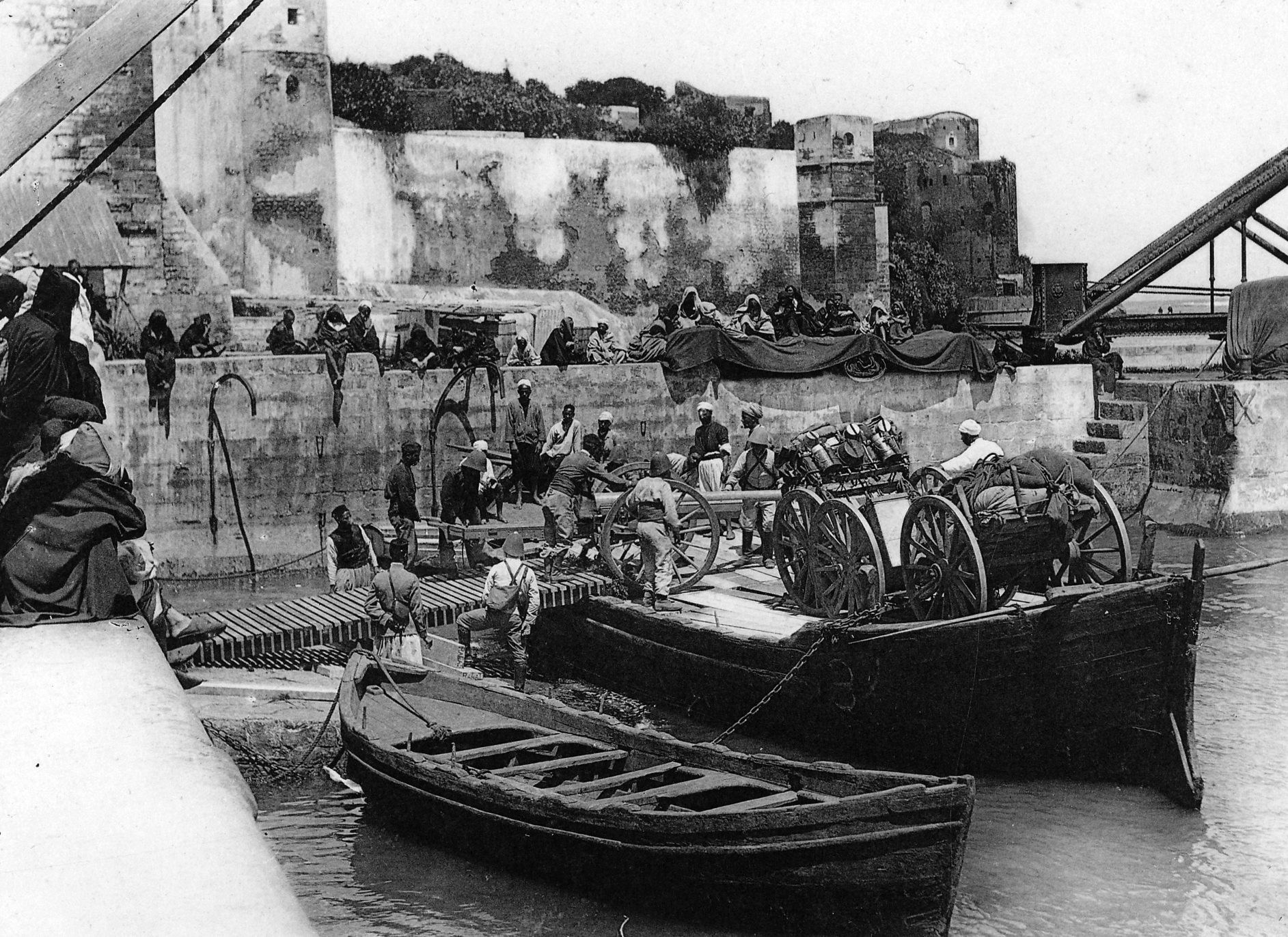
Operazioni di sbarco di pezzi d'artiglieria francesi a Rabat, 1911

È alla fine del XVIII secolo che risalgono le prime penetrazioni di tipo commerciale delle potenze europee, Francia e Gran Bretagna per prime.
Nel corso del XIX secolo, divenuto il Marocco oggetto dell'interesse delle potenze coloniali, sulla spinta di forze nazionalistiche il sultano del Marocco tentò di riprendere il controllo delle città di Ceuta e Melilla. Il tentativo fallì per la pronta reazione della Spagna, che portò alla battaglia di Tetuan nel 1860 e al pagamento di ingenti somme come riparazione per i danni di guerra.
All'inizio del XX secolo risalgono le prime occupazioni francesi in terra marocchina, che intendevano contrapporsi alla influenza spagnola sulla regione. Nel 1904, con l'avallo della Gran Bretagna che in cambio ottenne il riconoscimento francese e spagnolo di legittimo possesso dell'Egitto, Francia e Spagna decisero di dividersi la sfera d'influenza sul Paese. A questo accordo si oppose però la Germania che offrì il suo aiuto al sultanato (la cosiddetta crisi di Tangeri).
La situazione di stallo si risolse con la conferenza di Algeciras del 1906, che istituiva un controllo internazionale sul Marocco, a garanzia degli interessi economici dei paesi europei. Nel 1908 Mulay ʿAbd al-ʿAzīz fu deposto per la sua debolezza, prima dai nobili del sud e poi dagli ʿulamāʾ di Fès, che fecero salire al trono il fratello maggiore Mulay ʿAbd al-Ḥafīẓ.
Nell'estate del 1911 scoppiò la crisi di Agadir tra Francia e Germania che indusse i tedeschi a inviare il Panther nel porto di Agadir: sembrava il preludio di una guerra tra le due potenze. La crisi fu invece risolta per via diplomatica, con il riconoscimento tedesco del protettorato francese sul Marocco ed in cambio l'Impero tedesco ottenne delle rettifiche territoriali a vantaggio del Camerun da parte della Francia.
Il 30 marzo 1912 con il trattato di Fès il sultano alawide ʿAbd al-Ḥafīẓ accettò di riconoscere la condizione di protettorato del Marocco: il regno diventava a tutti gli effetti una colonia francese; la Spagna conservava il controllo diretto su alcune parti del paese, come il Rif, Tarfaya e Ifni. A causa delle rivolte scoppiate in tutto il paese, ʿAbd al-Ḥafīẓ dovette abdicare: gli succedette il fratello Yusef ben Hassan.
Il trattato fu come un segnale di via libera all'insediamento di decine di migliaia di francesi: in breve tempo fondarono numerose nouvelle villes e sotto le direttive del governatore Lyautey, furono costruite strade, ferrovie e acquedotti. Ebbe luogo anche la riorganizzazione amministrativa del paese che, pur sempre politicamente unito, fu diviso in tre regioni d'influenza:
- il protettorato francese, governato da Rabat, dove risiedeva il sultano;
- il protettorato spagnolo, con capoluogo Tetuan, dove risiedeva un califfo nominato dal sultano;
- la Zona internazionale di Tangeri.

La Francia reagì alle rivolte che scoppiavano un po' in tutto il paese occupando Marrakesh e Agadir. Iniziò un periodo di rivolte e susseguenti repressioni delle autorità francesi, che ottennero il controllo delle città ma non delle campagne. Nel 1920 la rivolta di alcune tribù del Rif, costata la vita ad oltre 15.000 soldati spagnoli, diede origine alla Repubblica del Rif indipendente: sotto la guida del condottiero Abd el-Krim, resistette a francesi e spagnoli fino alla metà degli anni '20. Per sedare la rivolta dovettero intervenire pesantemente i francesi, forti di un contingente di circa 100.000 soldati: la campagna durò fino al 1926 e costò alla Francia la perdita di almeno 30.000 uomini.
Nel 1927 Yusuf morì e gli succedette il figlio Mohammed ben Yusef, che salì al trono come Mohammed V. La Francia impose sul Marocco la propria amministrazione diretta, sulla falsariga del modello applicato nella vicina Algeria. Allo stesso tempo iniziò una politica che prevedeva il riconoscimento delle specifiche diversità culturali delle tribù berbere, attirandosi per questo l'accusa da parte della componente araba del paese di voler dividere il Marocco in due.
L'occupazione tedesca della Francia nel 1940, con la conseguente creazione dell'armata di resistenza francese in Africa sotto il comando del generale Charles de Gaulle e lo sbarco delle truppe alleate (specie americane) in Marocco nell'autunno 1942, portarono all'entrata in guerra di truppe marocchine (Goumier) che, al fianco degli alleati, parteciparono alle campagne in Italia, Francia e Germania.

## Decolonizzazione e indipendenza

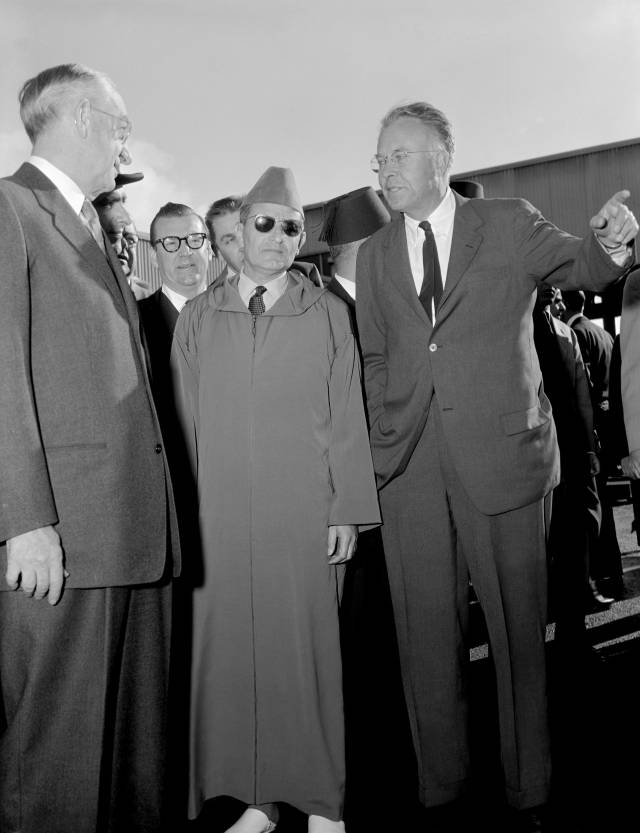
Re Mohammed V in visita negli Stati Uniti nel 1957.

Nel dicembre 1943 fu fondato il partito nazionalista Istiqlal, di cui grande esponente fu Allal al-Fasi, il cui programma puntava esplicitamente all'indipendenza del paese dalla Francia; nel gennaio 1944, è stato scritto il Manifesto per l'indipendenza in una casa della vecchia medina di Fès, situata oggi a Place de l'Istiqlal. Il partito ottenne il sostegno della componente araba della società marocchina e del sultano, che per questo nel 1953 fu obbligato a lasciare il paese.
Al termine della guerra, il partito Istiqlal chiese agli Stati Uniti d'America e al Regno Unito l'appoggio per la causa indipendentista. La Francia, impegnata nelle crisi d'Algeria e d'Indocina, cercò di arrivare a una soluzione negoziale: vi si arrivò nel marzo 1956 con il riconoscimento franco-spagnolo dell'indipendenza del Marocco, ad eccezione di alcune città: Tangeri fu restituita alla sovranità marocchina solo a ottobre del 1956, mentre per Tarfaya si dovette aspettare il 1958 e per Sidi Ifni il 1969.
Mohammed V tornò dall'esilio il 16 novembre 1955, riconosciuto ancora come legittimo Sultano dopo la sua opposizione attiva al Protettorato francese sul suo Paese. Nell'agosto 1957 Mohammed V assunse il titolo di Re, in sostituzione del titolo di Sultano.

## Regno di Hassan II

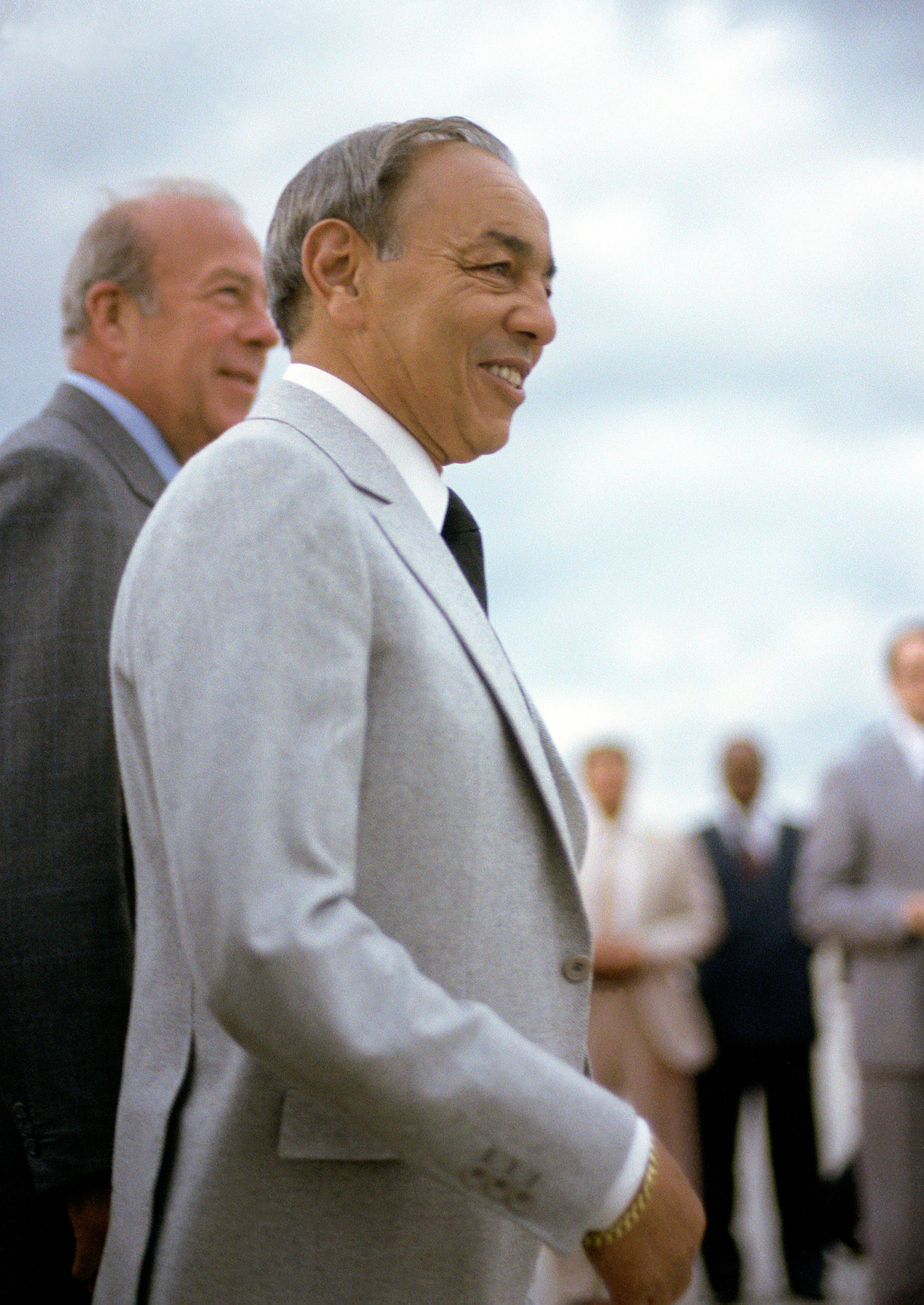
Re Hassan II in visita negli Stati Uniti. Dietro di lui George Shultz.

Il 26 febbraio 1961 Mohammed V morì per un attacco cardiaco e gli succedette il figlio, con il nome di Hassan II: il potere del sovrano era molto debole e per rafforzarlo egli adottò ben presto una politica di forza. L'anno successivo al suo insediamento al trono fu approvata una nuova costituzione e nel 1963 si tennero le prime elezioni parlamentari. La costituzione fu sospesa da re Hassan II nel 1965 a seguito di sollevazioni popolari, causate sia dalla situazione politica sia da una grave crisi economica.
Quanto a politica estera, nel 1963 il Marocco intraprese le ostilità con l'Algeria a seguito di dispute territoriali: era la Guerra della sabbia. Sul fronte interno il re perseguì una dura repressione contro ogni forma di opposizione nel paese, al fine di consolidare il proprio potere; in quello che è conosciuto come il periodo degli Anni di piombo, segnato da repressione violenta delle proteste e della dissidenza, purghe nell'esercito, e politica nazionalista, Hassan II subì due tentativi di colpo di stato tra il 1971 e il 1972.
Nei primi anni settanta emerse l'evidente importanza economica dei ricchissimi giacimenti di fosfati presenti nel Sahara Occidentale; la politica marocchina motivò fortemente la popolazione a stabilirsi in quella regione: fu la cosiddetta Marcia verde. Senza spargimento di sangue, già nel 1976 due terzi del territorio sahariano erano annessi al regno, mentre la parte restante fu occupata dalla Mauritania. L'annessione non è ancora oggi stata riconosciuta dalle Nazioni Unite; il Fronte Polisario, che rappresenta la popolazione locale, i Sahrāwī, invoca il diritto all'autodeterminazione dei popoli.
Nel 1981, a seguito della decisione del re di concedere al Fondo Monetario Internazionale l'aumento dei prezzi dei generi di prima necessità, la popolazione insorse: il sovrano scelse il pugno di ferro e inviò i carri armati per placare la Rivolta di Casablanca, causando centinaia di morti e migliaia di feriti. I tumulti tuttavia si protrassero, mentre il malcontento dilagava: solo negli anni novanta ci fu una distensione dei rapporti tra il monarca e i marocchini, con l'istituzione della Commissione per la Verità e Riconciliazione, per investigare nei casi di mancato rispetto dei diritti umani; a seguito dell'alleanza con gli Stati Uniti, il Marocco fu poi uno dei primi paesi islamici a riaprire i rapporti con Israele: per contro questo causò un allontanamento dal resto del mondo arabo.
Il Marocco affrontò le minacce dei fondamentalisti islamici a partire dalla seconda metà degli anni ottanta, nonostante il re godesse di un vasto prestigio nella comunità religiosa, in quanto discendente diretto del profeta Maometto. Nel 1986 iniziarono i lavori per la costruzione dell'enorme moschea di Hassan II, a Casablanca: l'intenzione era di aprirla in occasione del sessantesimo compleanno del monarca, nel luglio del 1989; in realtà i lavori si protrassero fino al 1993, in larga parte finanziati dalla cittadinanza. Successivamente, anche per le pressioni internazionali, il re liberò oltre 2000 oppositori politici, e nel 1994, dopo averlo graziato, permise il ritorno nel paese a uno dei suoi principali oppositori politici, il socialista Mohamed Basri. Questo valse al paese una serie di accordi commerciali preferenziali con l'Unione europea, firmati nel 1995.
Nel 1996 Hassan II ottenne il consenso dell'opposizione per una nuova costituzione. Le elezioni parlamentari del 1997 furono vinte dal principale partito di opposizione, l'USFP, a cui fu affidata la formazione e guida del nuovo governo: tra le prime azioni intraprese ci fu la distensione con l'Algeria, con la quale le relazioni erano interrotte da oltre quarant'anni.

## Regno di Mohammed VI

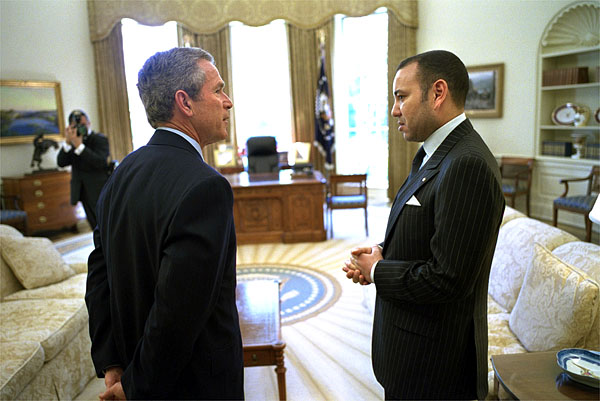
Il re Mohammed VI incontra George Bush nello Studio Ovale il 23 aprile 2002.

Il 23 luglio 1999 Hassan II morì e il giorno 30 gli succedette il figlio, con il nome di Mohammed VI; sin dall'inizio del suo regno fu chiara la sua volontà di spianare le asperità che col tempo il padre aveva interposto tra monarchia e popolazione. Nel 2000 il Marocco impedì lo svolgimento del referendum per l'autodeterminazione del Sahara Occidentale inimicandosi l'Algeria, sostenitrice del Fronte Polisario. Sempre nello stesso anno, come forma di sostegno alla lotta del popolo palestinese, il Marocco rompe le relazioni diplomatiche con Israele.
Il 30 luglio 2001 Mohammed VI, nel discorso alla nazione, annunciò la creazione dell'Istituto Reale per la Cultura Berbera: in Marocco il berbero è parlato da circa il 40% circa della popolazione, ma fino ad allora nelle scuole si usava solo l'arabo e il francese. Le elezioni parlamentari del 2002 vedono una crescente frammentazione partitica e l'ascesa delle destre (Istiqlal e PJD). Il re affida il governo a un indipendente, Driss Jettou, sostenuto da USFP ed Istiqlal. Furono approvate importanti riforme dal governo, tra cui il mudawwana, un insieme di leggi in materia di diritti delle donne e diritto di famiglia.
Nel 2002 Mohammed VI sposa l'ingegnere informatico Salma Bennani, che viene insignita del titolo ufficiale di Principessa (per la prima volta nella storia della monarchia alawide), con il nome di Lalla Salma. Nel marzo 2003 il Marocco si esprime contro l'intervento anglo-americano in Iraq, segnando in questo modo un momentaneo raffreddamento nelle relazioni con i suoi tradizionali alleati occidentali.
Le elezioni parlamentari del 2007, con una partecipazione in forte calo al 37%, confermano un parlamento frammentato in una ventina di gruppi, ed un ulteriore spostamento a destra dell'assemblea. Il governo di Abbas El Fassi è sostenuto da Istiqlal, RNI, USFP e PPS.
Le proteste in Marocco del 2011-2012 esprimono l'insofferenza crescente nei confronti del potere monarchico ed il desiderio di riforme costituzionali che aumentino il potere delle istituzioni elette (Parlamento e governo) rispetto a quello del re. A seguito del referendum costituzionale del giugno 2011, il re Mohammed VI è tenuto a indicare come primo ministro il leader del partito di maggioranza relativa. Le elezioni parlamentari del 2011, con una partecipazione del 45%, vedono per la prima volta il partito islamico moderato Partito della Giustizia e dello Sviluppo guadagnare una maggioranza relativa; Abdelilah Benkirane diviene così primo ministro del paese, sostenuto da PJD, Istiqlal, USFP e PPS.
Le elezioni parlamentari del 2016 hanno visto il rafforzamento del PJD, passato da 107 a 125 seggi. Il 17 marzo 2017 il re Mohammed VI, alla luce del permanere dello stallo politico dopo le elezioni per formare un governo con il coinvolgimento di diversi partiti, ha revocato l’incarico al premier uscente, Abdelilah Benkirane, per affidarlo a Saâdeddine El Othmani. Il 5 aprile 2017 viene formato il nuovo governo guidato da Saâdeddine El Othmani, composto da sei partiti, e ha prestato giuramento di fronte al sovrano, ottenendo la fiducia del Parlamento il 26 aprile.